# Germovka
Germovka je nekdanja fužina, ki se nahaja v Tržiču.
Obratovati je nehala leta 1948 in je vse do danes ohranila svojo staro podobo. Nahaja se v nekdanjem fužinarsko obrtniškem delu mesta. Ohranjen je del vodnih naprav, ki so jih uporabljali pri izdelavi »črnjave« (lopate, vile in podobno kmečko orodje).